# 黎韦
黎韦（1915年—1996年），原名陈永亭，祖籍福建省南靖县人，出生于苏门答腊棉兰市，中华人民共和国政治人物。

## 生平
1931年加入共产主义青年团。反对国民政府对日求和，被学校当局开除。1932年求学于早稻田大学。1935年10月回国，在厦门参加中華民族解放行動委員會组织的反蒋抗日活动。1936年在《南京早报》工作时，坚决反对蒋介石“攘外必先安内”政策，要求停止内战、国共联合抗日。西安事变后，撰写大量要求抗日、积极拥护国共合作、拥护统一阵线、共赴国难的文章，被以“共党嫌疑犯”罪名逮捕入狱。
抗日战争爆发后，被无条件释放。1937年被武汉八路军办事处送往延安抗大学习。此后，深入工厂做了大量宣传抗日救亡运动工作。1938年加入中国共产党，历任中国青年救亡协会工厂宣传组组长、陕北公学第十一队队长、指导员、校长办公室秘书、主任。中央组织部安排他在日本共产党领导人冈野进(即野坂参三)领导的日本问题研究室任研究员和冈野进的秘书，并担任延安马列研究院政治经济室国统区经济研究组组长。这个时期，他不仅研究大量日本、东南亚各国和国民党统治区的政治、经济和社会问题，撰写和发表许多理论研究文章。
抗日战争胜利后，从事党的宣传工作，任延安《解放日报》评论部副主编、新华社总部广播主任期间，为延安《解放日报》、重庆《新华日报》以及《世界知识》等刊物，撰写大量文章。组建晋察冀新华广播电台总编辑、接管并改编山东省济南新华广播电台台长、贵州人民广播电台、云南人民广播电台台长兼总编辑、西南人民广播电台台长兼总编。
1950年2月，任中共昆明市委委员、宣传部部长。后任云南省计委副主任、云南省经委副主任、云南省物资总局局长、中共昆明市委书记、中共云南省委副书记。1978年5月，调任中共湖北省委常委、省革委会副主任。1983年，任湖北省政协主席。　　 